# Arak
Árak (arabsko Al Rak - znoj) je žgana pijača. Izdelujejo jo v Indiji, Šri Lanki in jugovzhodni Aziji. 
Kuha se iz sladkega palmovega soka in prevrete riževe moke. Pri kuhanju se lahko doda tudi izvlečke dateljnov in proso.
Najbolj znan je Batavia Arak z Jave. Vsebuje 50 – 60 % alkohola.